# 黑斑皱蟹
黑斑皱蟹（学名：Leptodius nigromaculatus）为扇蟹科皱蟹属的动物。分布于越南以及中国大陆的西沙群岛、广西等地，生活环境为海水，主要栖息于潮间带碎石堆下或珊瑚礁浅水中。